# سینه‌سرخ زرد شرقی
سینه‌سرخ زرد شرقی (نام علمی: Eopsaltria australis) نام یک گونه از سرده سینه‌سرخ‌های زرد است. جنسیت نر و ماده این گونه همشکل هستند و در ابعاد و اندازه تفاوت معنی‌دار ندارند.